# Gwen John

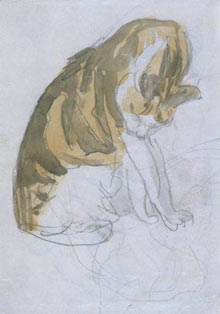
Gat netejant-se ell mateix (entre 1904 i 1908)

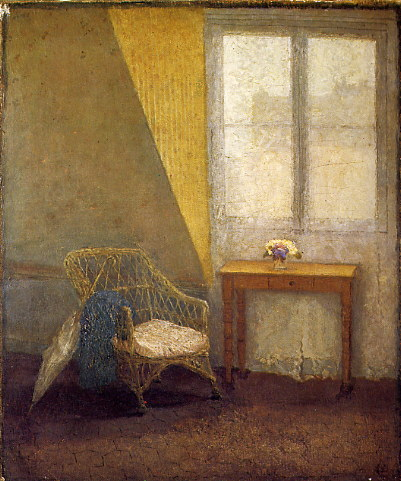
Un racó de l'habitació de l'artista a París (1907-1909)

Gwendolen Mary John, més coneguda com a Gwen John (22 de juny del 1876 - 18 de setembre del 1939), fou una artista gal·lesa que va treballar a França durant la major part de la seua carrera. Les seues pintures foren majoritàriament retrats de models femenines anònimes i, tot i que la seua figura es va veure eclipsada en vida per l'anomenada del seu germà Augustus John, la seua reputació no ha deixat d'augmentar d'ençà de la seua mort.

## Biografia
Gwen John va néixer a Haverfordwest (Gal·les) i fou la segona dels quatre fills d'Edwin William John i la seua dona Augusta. El seu germà gran es deia Thornton John i els menors Augustus i Winifred. La mare, Augusta, era aficionada a l'aquarel·la i tots dos pares atiaven l'interès de llur progènie per la literatura i l'art. La seua mare va morir el 1884, quan ella tenia vuit anys. Seguidament, la família es va traslladar a Tenby, Pembrokeshire, Gal·les, i ella i la seua germana Winifred van començar a ser educades per institutrius.

## Estada a França
Va viatjar a França a la tardor del 1903 amb la seua amiga Dorelia McNeill, la qual esdevindria més tard la segona muller del seu germà Augustus John. En arribar a Bordeus, es van posar en camí amb la intenció d'arribar a Roma. Dormint al ras i guanyant-se les garrofes pel camí mitjançant la venda d'esbossos de retrats, van poder arribar tan sols a Tolosa de Llenguadoc. L'any 1904, totes dues van anar a París i Gwen John hi va trobar feina com a model artístic, sobretot per a dones artistes. És en aquest mateix any que ella va començar a fer de model per a l'escultor Auguste Rodin i esdevindrà la seua amant. La seua devoció per Rodin va continuar al llarg dels 10 anys següents, com és demostrat pels milers de cartes que li va adreçar. Amb tot, i malgrat el sentiment genuí que l'escultor li havia professat, al final ell va recórrer a la utilització de conserges i secretaris per mantindre-la a distància quan la relació patia alts i baixos.
Durant els seus anys parisencs, va conèixer moltes de les personalitats artístiques de la seua època (com ara Matisse, Picasso, Brâncuşi, Rilke, etc.), però els avanços artístics del seu temps van tindre poc efecte sobre ella.
El 1910, es va traslladar a Meudon i hi romandria fins a la seua mort. A mesura que el seu afer amorós amb Rodin arribava a la fi, Gwen John va cercar consol en el catolicisme i, cap al 1913, va ser acceptada en el si d'aquesta confessió religiosa. Els seus quaderns de l'època inclouen meditacions i oracions i, fins i tot, va deixar escrit el seu desig de ser una "petita artista de Déu" i "esdevindre una santa".

## Estil pictòric
La seua obra (de textures àrides, colorit opac i acurades pinzellades) manté una més gran vinculació amb el londinenc grup de Camden Town que amb els modernistes francesos. Va pintar sobretot interiors senzills banyats amb una llum suau (Un racó de l'habitació de l'artista, 1907-1909), i figures femenines sobre fons de forta textura (Jove amb gat negre a la falda, 1914-1915).
La seua tècnica pictòrica (marcada per la quietud i les seues relacions subtils de color) contrasta amb la del seu germà Augustus John, que és més vívida i assertiva. Tot i que una vegada Gwen John va ser eclipsada pel seu molt més popular germà, la crítica contemporània tendeix a veure Gwen com el germà de més talent. El mateix Augustus John ja ho havia predit dient: "En el termini de 50 anys, jo seré conegut com el germà de Gwen John."

## Llegat
Les obres de Gwen John es troben en moltes col·leccions públiques, com ara la Tate Britain de Londres i el Museu i Galeria Nacional de Cardiff. Still Lives de Candida Cave és una obra de teatre interpretada per tres dones (Gwen John, Ida i Dorelia -les dues darreres són la muller i l'amant, respectivament, d'Augustus Jon-). La novel·la de misteri The Gwen John Sculpture de John Malcom retrata la seua estada a Meudon i la seua relació emocional tempestuosa amb Rodin.